# George Chippendale
George Chippendale (18 d'abril de 1921 – 16 de febrer de 2010) va ser un botànic australià que va proposar fermament cultivar les plantes natives australianes.
Chippendale va néixer a Sydney, Austràlia. Va iniciar la seva carrera al Royal Botanic Gardens, Sydney el 1936.
El 1954 Chippendale es traslladà a Alice Springs. Va fer moltes expedicions al Bush per a recollir-ne plantes que van ser la base de l'Herbari del Northern Territory. Entre les plantes que porten el seu nom hi ha: Acacia chippendalei, Bassia chippendalei, Corymbia chippendalei, Levenhookia chippendalei, Minuria chippendalei, Ptilotus chippendalei, Sesbania chippendalei i Solanum chippendalei.